# Problème de la bougie
Le problème de la bougie, aussi connu sous le nom de problème de la bougie de Duncker, est un test cognitif mesurant l'influence de la fixité fonctionnelle (en) d'un sujet sur sa capacité à résoudre des problèmes. Créé par le psychologue Karl Duncker, les premiers résultats publiés de ce test sont présentés en 1945.

## Problème
Karl Duncker présente ce test pour la première fois dans sa thèse sur la résolution de problème réalisée à l'Université Clark.
Le test consiste à faire entrer le sujet dans une pièce dans laquelle se trouve une table sur laquelle sont posées une bougie, une pochette d'allumettes et une boîte de punaises. L'expérimentateur demande au sujet de fixer la chandelle au mur sur un tableau de liège, allumée et sans que la cire tombe sur la table située en dessous.

## Solution

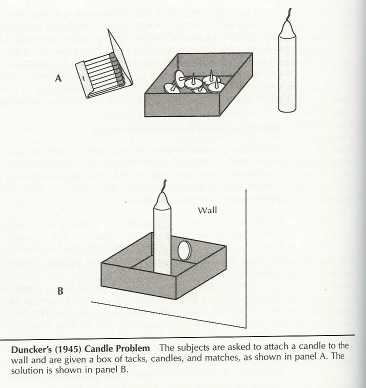
Le problème de la bougie.
A- Composantes du problème.
B- Solution

La solution typique du problème est de vider la boîte de punaises, de fixer la bougie dans cette dernière et d'utiliser des punaises pour fixer la boîte au tableau (voir l'image ci-contre). L'idée de base de l'expérience est d'évaluer l'influence de la fixité fonctionnelle du participant — qui l'amène à voir la boîte de punaises comme étant seulement un contenant servant à ranger les punaises — sur la résolution du problème. 
Plusieurs sujets de l'expérience explorent d'autres manières moins efficaces de réaliser la tâche. Par exemple, certains d'entre eux tentent, sans succès, de fixer directement la chandelle au mur avec des punaises ou en faisant fondre une partie de la cire de la bougie pour la coller directement au mur,.
Si la tâche est présentée au sujet avec les punaises empilées sur la table à côté de la boîte plutôt qu'à l'intérieur de cette dernière, à peu près tous les participants trouvent la solution optimale,.

## Résultats
L'expérience a été réalisée un grand nombre de fois avec des sujets divers, dont des étudiants au MBA de la Kellogg School of Management.